# 대동로 (순창군)
대동로(Daedong-ro)는 전북특별자치도 순창군 순창읍 순창사거리 와 순창군 순창읍 제일고삼거리 를잇는 도로이다.

## 주요 경유지
전북특별자치도
- 순창군 (순창읍)

## 노선
| 이름         | 접속 노선              | 소재지 | 소재지 | 비고 |
| ------------ | ---------------------- | ------ | ------ | ---- |
| 순창사거리   | 순창로                 | 순창군 | 순창읍 |      |
| 가남 교차로  | 교성로                 | 순창군 | 순창읍 |      |
| 사정1교      |                        | 순창군 | 순창읍 |      |
| 사정2교      |                        | 순창군 | 순창읍 |      |
| 유등 사거리  | 유등로                 | 순창군 | 순창읍 |      |
| 은행삼거리   | 장류로                 | 순창군 | 순창읍 |      |
| 제일고삼거리 | 국도 제24호선 (담순로) | 순창군 | 순창읍 |      |